# Тоддин
Тоддин (нем. Toddin) — община в Германии, в земле Мекленбург-Передняя Померания.
Входит в состав района Людвигслуст. Подчиняется управлению Хагенов-Ланд. Население составляет 490 человек (на 31 декабря 2010 года). Занимает площадь 11,03 км².
Коммуна подразделяется на 2 сельских округа.